# Birgi
Birgi is een plaats (frazione) in de Italiaanse gemeente Marsala (TP).
Tot Birgi worden gerekend: Birgi Novi, Birgi Vecchi, Birgi Nivarolo, San Teodoro, Isole dello Stagnone, Porcospino, Ragattisi, Ettore Infersa e San Leonardo.

## Zie ook

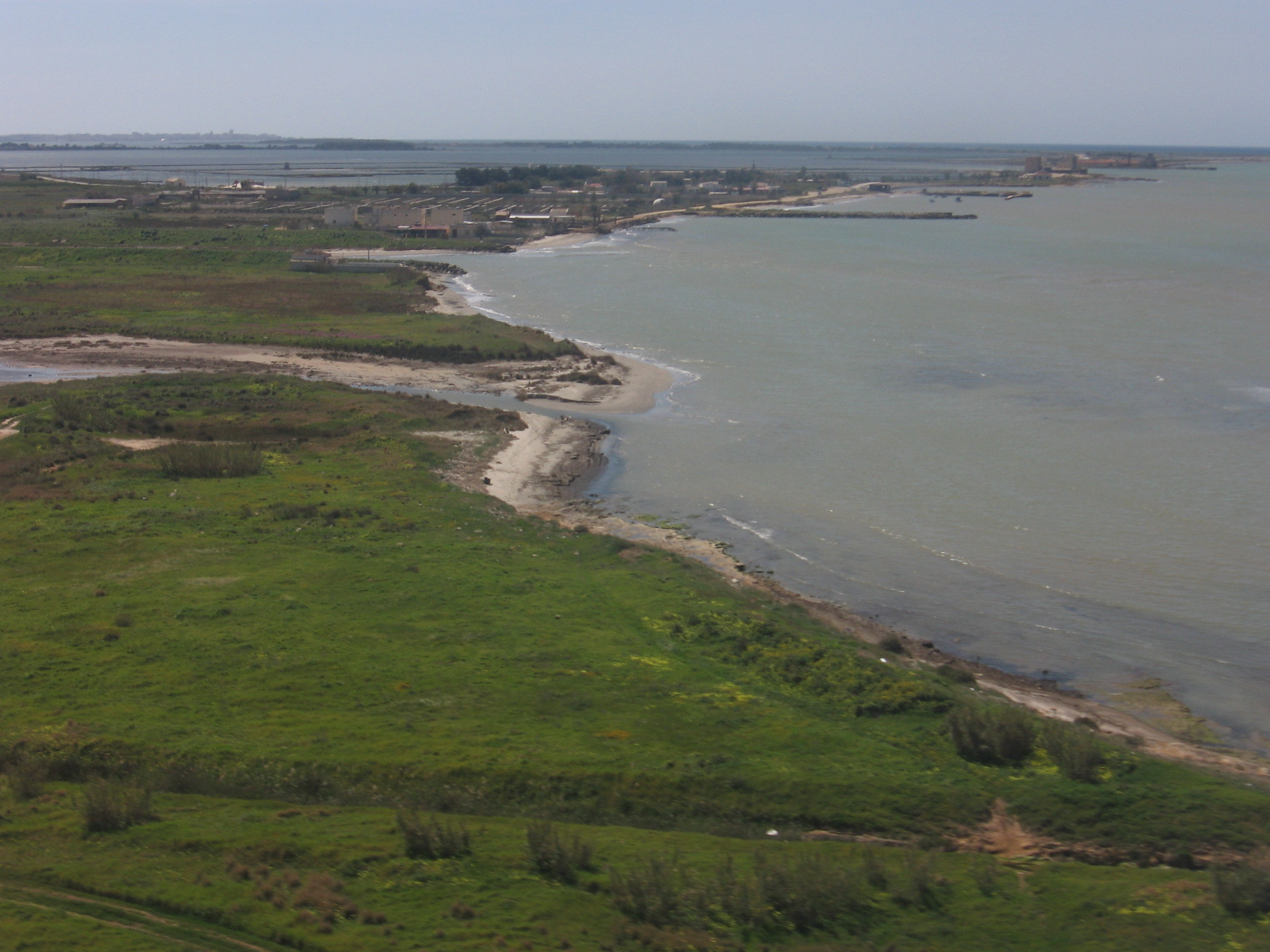
Zicht op de kust (San Teodoro)